# Valkjärvi (sjö i Heinola, Päijänne-Tavastland, 61,24 N, 26,28 Ö)
Valkjärvi är en sjö i kommunen Heinola i landskapet Päijänne-Tavastland i Finland. Arean är 36 hektar och strandlinjen är 4,93 kilometer lång. Sjön  ingår i Kymmene älvs huvudavrinningsområde.   Den ligger omkring 43 kilometer nordöst om Lahtis och omkring 140 kilometer nordöst om Helsingfors. 
Valkjärvi ligger norr om Kivijärvi. 